# Festival de la Carn de Gos de Yulin
El Festival de la Carn de Gos de Yulin o Festival de Carn de Gos i Litxi és una celebració anual realitzada a Yulin, (Guangxi) durant el solstici d'estiu, en el qual els participants mengen carn de gos i litxi. El festival dura 10 dies i s'estima que entre 10.000 i 15.000 gossos són consumits al festival. La primera edició del festival va tindre lloc el 21 de juny de 2009. El festival ha sigut criticat per defensors dels drets i el benestar dels animals.

## Context
El consum de carn de gos a la Xina és una tradició que data de fa quatre o cinc mil anys. Els practicants de la medicina tradicional xinesa sostenen la creença que la carn de gos ajuda a repel·lir la calor sentida durant els mesos d'estiu. No ha sigut fins recentment que el festival va aparèixer. Ja el 2011 un altre festival de la República Popular de la Xina de consum de carn de gos va ser tancat per les autoritats per la condemna mundial.
El festival dura 10 dies i 10.000 i 15.000 gossos són consumits al festival. El nombre de gossos consumits va decréixer a 1.000 el 2015.

## Preocupacions respecte al benestar animal
Els residents locals i els organitzadors afirmen que els gossos són morts compassivament i que "menjar gos no és distint de menjar porc o carn bovina". Activistes i defensors dels drets humans, altrament, afirmen que són tractats amb crueltat i que alguns són furtats o extraviats. Un testimoni afirmà que alguns dels gossos menjats pareixia que eren mascotes furtades, jutjant pels seus collars.

## Reaccions

### Dins del país

#### Públic
Una professora d'escola jubilada, Yang Xiaoyun, pagà 150.000 iuans per a rescatar 360 gossos i dotzenes de gats del festival el 2014, i 7.000 iuans per a rescatar 100 gossos el 2015. Va ser acusada més tard per defensors del benestar animal de frau i abús animal. Així i tot, es va descobrir que aquests rumors foren iniciats per una organització benèfica britànica per a retindre 100.000 lliures britàniques més el que havien recaptat en donacions utilitzant el seu nom.
El 2016, 1.000 gossos foren rescatats del festival; la setmana prèvia 34 animals (21 gossos adults, 8 joves i 5 gats) foren rescatats d'una instal·lació escorxadora a Yulin per la Humane Society International.
El 2017, més de 1.300 gossos foren rescats per una organització anomenada Cap gos deixat enrere. Després d'un viatge, un camió transportant els gossos va ser aturat. La policia confirmà que la majoria dels gossos eren furtats i no permesos per al consum, i això permetia als voluntaris rescatar els gossos. El 40% dels gossos també portaven malalties infeccioses.
Milions de xinesos votaren a favor d'una proposta legislativa feta per Zhen Xiaohe, un diputat a l'Assemblea Popular Nacional de la Xina, per a prohibir el comerç de carn de gos. Celebritats xineses com Fan Bingbing, Chen Kun, Susan Sun i Yang Mi han expressat públicament el seu disgust pel festival.
En el mitjà de comunicació Hong Kong Free Press, una persona escriví que les protestes occidentals tenen un biaix cultural per vindre d'una cultura on el consum de carn de gos és tabú. Conclou que les protestes tracten d'imposar un tabú d'una cultura a una altra.

#### Mitjans de comunicació estatals
En una declaració del 2014 publicada a Xinhua, el govern local de Yulin negà tot involucrament i aprovació del festival i descriu l'esdeveniment com un costum local observat per "un petit percentatge" dels residents de Yulin, i atribuïa la marca del festival a la responsabilitat de residents i negocis locals.
Un editorial publicat per People's Daily expressà l'opinió que mentre els activistes entenen els cossos com "animals de companyia", ni el sistema legal xinès ni el públic xinès reconeix els gossos amb aquest estatus especial. Mentre que notava la dualitat dels gossos com a menjar i companys, l'editorial urgeix la limitació en tractar l'assumpte i crida per una entesa mútua per part dels organitzadors i els activistes per arribar a un compromís de respecte.
Un editorial publicat per Global Times criticà fortament el que l'escriptor creia que era l'obsessió pel tracte dels gossos i cità les correguda de bous com un cas de crueltat animal en què occident fa els ulls grossos. Categoritzà més enllà la controvèrsia com a part d'una campanya occidental contra el país xinès i despatxa les crítiques i protestes com una cosa sense importància.

#### Campanyes als mitjans
Les campanyes han tingut un impacte significant en l'extensió del saber respecte al festival per tot el planeta. Molts activistes i figures públiques utilitzaren Twitter, Facebook i Instagram i han creat etiquetes com "#stopyulinforever", "#stopyulin2015" i "#stopyulin2016" per difondre la paraula. Perquè les campanyes fetes mitjançant els serveis de xarxes socials, el nombre de gossos morts ha decrescut establement des del 2013 a 1.000 gossos morts el 2016.

#### Notícies
Un article de la revista Time digué que el festival suposa un problema de salut pública a més d'un problema de drets d'animals.
En una entrevista amb el The New York Times, el professor Peter J. Li de la Universitat de Houston–Downtown digué en resposta a l'afirmació que els promotors de la carn de gos acusaren els activistes xinesos d'introduir una ideologia occidental nociva a la República Popular de la Xina que l'oposició a menjar aquesta carn al festival començà pels xinesos mateixos, ja que "la unió entre animals de companyia i humans no és una cosa occidental. És un fenomen transcultural".
El director d'Animal Protection and Crisis Response de la Humane Society International explicà en un article en la CNN les raons per la seua oposició al festival i va fer una crida al govern de Yulin perquè cancel·lara el festival.
Un article del 2016 que fou escrit per la BBC observà que el festival començà a la República Popular de la Xina arran d'una crítica generalitzada, dient que, "Els activistes diuen que l'esdeveniment és cruel, i la petició d'aquest any demanant la prohibició reuní 11 milions de signatures."
Un article en The Guardian escrit per Jill Robinson digué que el comerç de carn de gos està "inclinat cap a la il·legalitat" i la raó per la qual els gossos són especials i mereixen un tractament amable es justifica perquè "són amics i ajudants de la humanitat." Altre article escrit per Julian Baggini que fou publicat a la mateixa font digué que què hauria de ser més terrible sobre el festival "no és quin animal en particular és mort, però que massa animals a occident són tractats de manera igual o més cruel" i que "els vegans són l'únic grup que pot oposar-se al festival sense cap temor a cometre una hipocresia".
Un article en The Independent animava als qui protestaven contra el festival, però també comparà el festival amb els 1,9 milions d'animals "matats brutalment" al Regne Unit cada mes i cridà l'atenció sobre el fet que "la distinció occidental entre gossos i animals de granja és totalment arbitrària".

#### Social
La indignació en els mitjans de comunicació social sobre el festival del 2014 no tingué cap precedent.
El juny de 2015, una petició en línia contra el festival va ser iniciada al Regne Unit, reunint més de 4 milions de signatures. El 2016 la Humane Society International organitzà una petició en oposició al festival, la qual va ser signada per onze milions de persones d'arreu del món.

#### Polítics
La membre de la Cambra de Representants dels Estats Units Alcee Hastings introduí, juntament amb 27 copatrocinadors originals, una resolució bipartida (House Resolution 752) el 2016 la qual condemnà el festival anual fet a Yulin i demanà al govern xinès la prohibició completa del comerç de carn de gos. La resolució va rebre el suport de la Humane Society of the United States, la Humane Society Legislative Fund i la Humane Society International. El 2017, Hastings reintroduí, al costat de 49 copatrocinadors originals, la seua resolució bipartida del 2016 mitjançant la House Resolution 30.
El festival també ha sigut condemnat en una moció de primera hora signada per Jeremy Corbyn, cap del Partit Laborista (Regne Unit).

#### Públic
Famosos incloent-hi Ken Todd, Lisa Vanderpump, Ricky Gervais, George Lopez, Ian Somerhalder, Leona Lewis, Lori Alan, Tom Kenny i Rob Zombie han expressat públicament el seu disgust pel festival.